# Idaea curtaria
Idaea curtaria là một loài bướm đêm trong họ Geometridae.